# Farol do Chuí
O Farol da Barra do Chuí é um farol situado na desembocadura do Arroio Chuí (do qual recebe o nome) no balneário da Praia da Barra do Chuí, pertencente ao município gaúcho de Santa Vitória do Palmar, no extremo sul do Brasil, próximo à fronteira com o Uruguai.
O farol antigo foi fundado em 1910, logo sendo substituído por um novo obedecendo aos padrões do ano de 1949. Hoje em dia é considerado o farol mais avançado do Brasil. Possui iluminação automática e "Rádio Farol" com alcance de 30 milhas.
Torre troncônica em concreto, com 4 estreitas longarinas laterais. Lanterna e galeria dupla. Farol pintado com faixas horizontais brancas e vermelhas.
Quatro edifícios térreos em anexo.